# ريان جريم
ريان دبليو جريم (من مواليد 23 مارس 1978) هو كاتب ومؤلف وصحفي أمريكي. كان جريم رئيس مكتب صحيفة هافينغتون بوست في واشنطن العاصمة، وكان سابقًا رئيس مكتب صحيفة ذا إنترسيبت في واشنطن أيضًا.  في يوليو 2024، غادر جريم هو و جيرمي سكاهيل صحيفة ذا انترسيبت وأسسا معًا موقع دروب سايت نيوز. يُشار أيضًا إلى أن جريم مؤلف ونشر العديد من الكتب من خلال دار النشر التي شارك في تأسيسها، سترونق أرم بريس.  يقدم جريم وزميلته الصحفية المحافظة إيميلي جاشينسكي، العرض كاونتربوينتس والذي هو جزء من برنامج بريكنق بوينتس.